# RK Gorenje
El RK Gorenje és un club d'handbol de la ciutat de Velenje, Eslovènia. Fundat el 1958, l'equip actualment milita a la 1a Divisió eslovena d'handbol, competició que ha guanyat en una ocasió la temporada 2008/09, tot trencant l'hegemonia del RK Celje Pivovarna Lasko. També ha guanyat la Copa de l'any 2003.
Internacionalment fou finalista de la Copa EHF de l'any 2009, caient derrotant a la final pel VfL Gummersbach.

## Palmarès
- 1 Lliga d'Eslovènia: 2009
- 1 Copa d'Eslovènia: 2003